# 유로비전 송 콘테스트 2005
유로비전 송 콘테스트 2005는 제50회 유로비전 송 콘테스트였다. 이 대회는 2004년 우크라이나 콘테스트에서 루슬라나의 "Wild Dances"로 우승한 후 우크라이나 키예프에서 열렸다. 유럽방송연맹(EBU)과 주최 방송사인 우크라이나 국립 텔레비전 회사(NTU)가 주최한 이 대회는 팰러스 오브 스포츠(Palace of Sports)에서 열렸으며 2005년 5월 19일에 준결승전과 5월 21일에 결승전으로 구성되었다. 두 개의 라이브 쇼는 우크라이나 TV 진행자 마리아 에프로시니나, 파블로 실코가 진행했다.
이번 대회에는 39개국이 참가했는데, 이는 전년도 참가 기록인 36개국보다 3개국이 늘어난 수치다. 불가리아와 몰도바는 올해 처음으로 참가했고, 헝가리는 1998년에 마지막으로 참가한 후 6년 만에 대회에 복귀했다.
우승자는 헬레나 파파리주가 연주한 "My Number One"이라는 노래로 그리스였다. 이번 대회는 그리스가 참가 31년 만에 첫 승리를 거뒀다. 몰타, 루마니아, 이스라엘, 라트비아가 상위 5위 안에 들었다. 몰타는 2002년 최고의 결과를 얻었고, 루마니아는 유로비전 역사상 최고의 결과를 얻었다. 특이하게도 '빅 4' 국가(프랑스, 독일, 스페인, 영국)는 모두 '최후 4개국'이 되어 결승전에서 모두 하위 4위에 올랐다.